# Park Centralny w Bydgoszczy

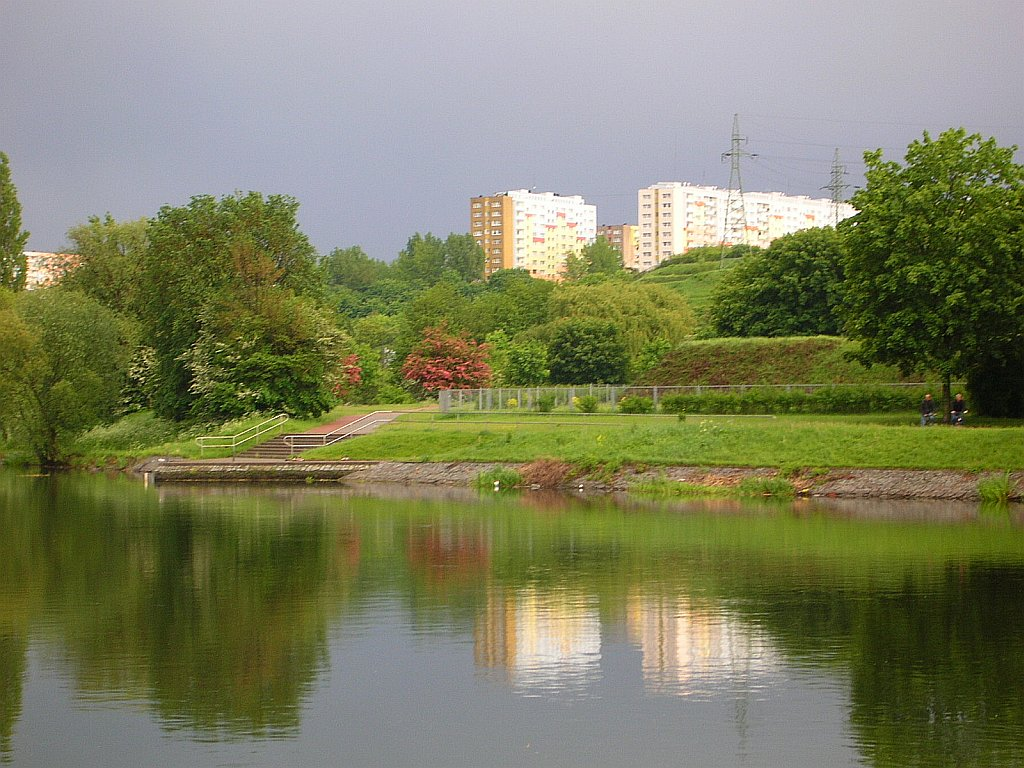
Widok z bulwaru nad Brdą

Park Centralny – park miejski w Bydgoszczy, liczący 6,22 hektarów powierzchni.

## Lokalizacja
Park jest położony wzdłuż rzeki Brdy, po jej południowej stronie. Od zachodu granicą jest parking przy hali widowiskowo-sportowej „Łuczniczka”, od wschodu ul. Wyszyńskiego, a od południa ul. Toruńska.
Teren zajmowany przez park posiada wymiary: 750 x 250 m i sąsiaduje od północy z bulwarami nad Brdą oraz parkiem na Wzgórzu Wolności. Po południowym obrzeżu parku wiedzie linia tramwajowa, a na wschodzie do Brdy wpływa strumień, który swój początek ma na osiedlu Glinki i płynie następnie rurą pod aleją Jana Pawła II.

## Historia
Park Centralny został założony w latach 1972-1974 na rozległych łąkach, położonych między Brdą, a ul. Toruńską. Jego powstanie wiąże się z postępującym od lat 60. XX wieku procesem porządkowania i upiększania bulwarów nad Brdą, a także budową w 1970 r. trasy drogowej północ-południe w ciągu obecnej ul. Stefana Wyszyńskiego. W II połowie lat 70. XX w. zbudowano pieszą przeprawę przez Brdę w ciągu ul. Krakowskiej, która znacznie usprawniła dostęp do parku ze strony osiedli, położonych na północ od Brdy.
W 1973 rozstrzygnięto konkurs na budowę w parku hali widowiskowo-sportowej. Pierwszą nagrodę uzyskał projekt architektów warszawskich pod kierownictwem Wojciecha Zabłockiego. Kompozycja przestrzenna budowli miała przedstawiać żabę (główna hala z areną) i motyla (sala sportowa). Z powodu braku środków finansowych, inwestycja ta nie doszła do skutku, wybudowano natomiast korty tenisowe i tory łucznicze oraz wykonano asfaltowe alejki spacerowe.
W październiku 2002 w zachodniej części parku na terenie dawnych torów łuczniczych oddano do użytku halę sportowo-widowiskową „Łuczniczka”. Budowa kompleksu przyczyniła się do uporządkowania terenów zieleni. Wykonano m.in. nowe alejki spacerowe, slip dla jednostek pływających nad Brdą, nowe tory łucznicze, uporządkowano zieleń istniejącą i nasadzono nowe drzewa. Cieki wodne wokół hali ujęto w kanały oraz urządzono staw przepływowy. We wrześniu 2014 po wschodniej stronie hali Łuczniczka oddano do użytku mniejszą halę sportowo-widowiskową Artego Arena, która pełniła rolę hali rozgrzewkowej podczas rozgrywanych w Bydgoszczy Mistrzostw Świata w Piłce Siatkowej Mężczyzn 2014. 5 stycznia 2018 po zachodniej stronie hali Łuczniczka oddano do użytku halę lodową Torbyd.
W 2018 wysunięto propozycję nadania parkowi imienia Ireny Sendlerowej.
W parku, nieopodal Brdy, planowane jest zorganizowanie kąpieliska na 500 osób. Projekt ten spotkał się z krytyką, m.in. ze względu na plany wycięcia 94 drzew 25 gatunków, w tym 6 o wymiarach pomnikowych (m.in. dębu kolumnowego); zniszczenie większości miejsc podmokłych i zmniejszenie powierzchni czynnej biologicznie, degradację siedlisk wielu kręgowców i owadów oraz utratę cennego miejsca edukacji przyrodniczej. W 2023 projekt ten dostał dofinansowanie rządowe i trwają przygotowywania do jego realizacji

## Charakterystyka
Park Centralny znajduje się na terasie zalewowej i nadzalewowej Brdy. Zachowały się tu miejsca przyrodniczo cenne, np. zagrożony zespół naturalnego olsu. Park jest zadrzewiony głównie przez rodzime gatunki drzew, preferujące wilgotne podłoże: wierzby, jesiony, olchy, topole, a także klony, lipy (w tym lipa szerokolistna), dęby szypułkowe i czerwone, graby, wiązy, głóg jednoszyjkowy. Sporą powierzchnię zajmuje łąka rekreacyjna. Rosną tu również drzewa owocowe i krzewy stanowiące zaplecze pokarmowe dla bytujących ptaków oraz naturalne odnowienia rodzimych jesionów wyniosłych czy klonów zwyczajnych. Spotkać tu również można stanowiska arcydzięgla litwora nadbrzeżnego oraz ziołorośla z lepiężnikiem różowym.
Park wyposażony jest w sieć ścieżek z ławkami, posiada na swoim terenie kilka  obiektów sportowych: 
- halę „Łuczniczka”,
- tory łucznicze,
- korty tenisowe,
- przystanie wioślarskie.

Wokół hali „Łuczniczka” istniejące cieki wodne uregulowano w postaci stawu i strumyka, który swoje wody kieruje do Brdy.
W 2020 zaobserwowano w parku obecność kormoranów, nurogęsi oraz dzięcioła zielonego.

## Galeria

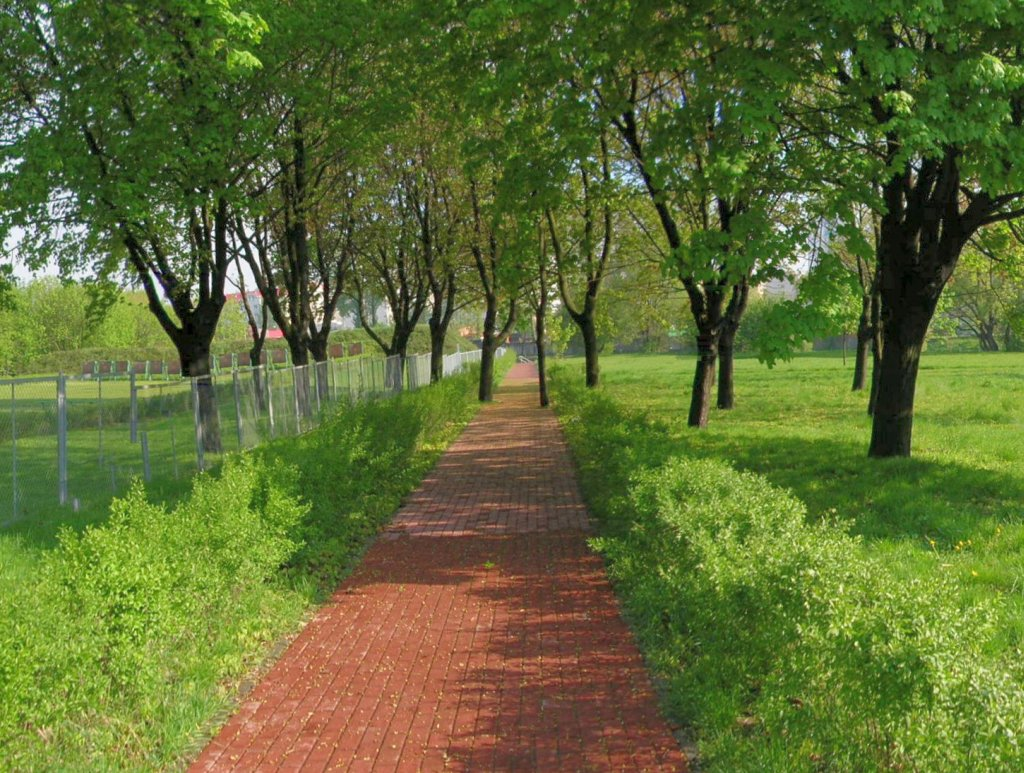
Wiosną
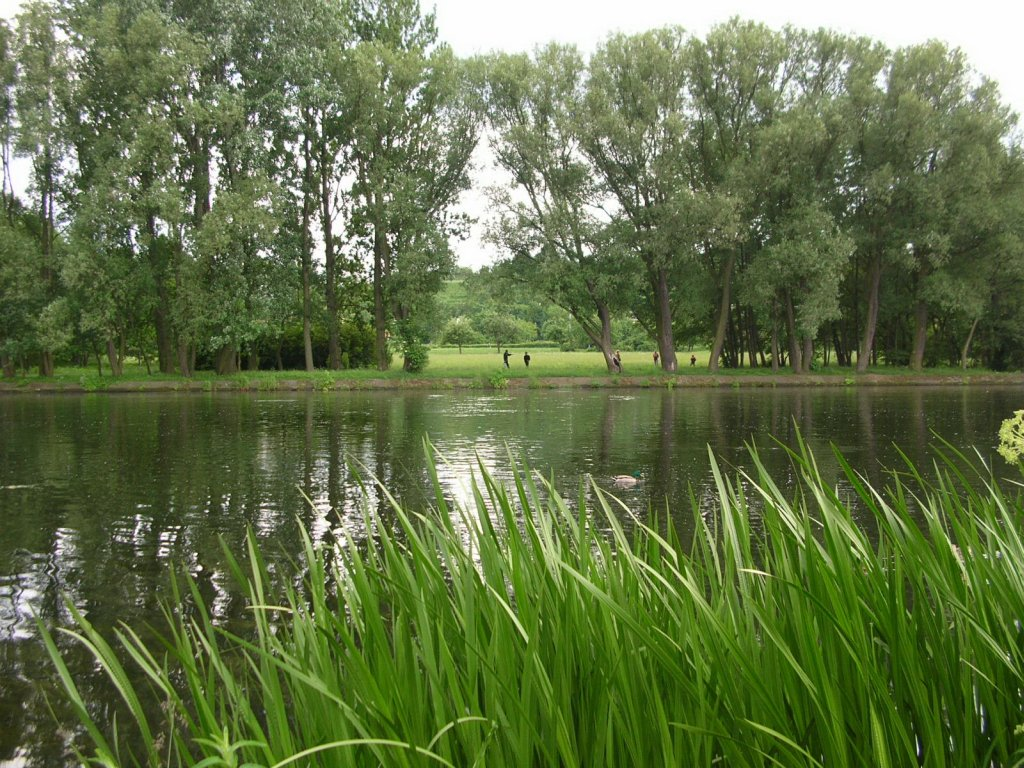
Latem
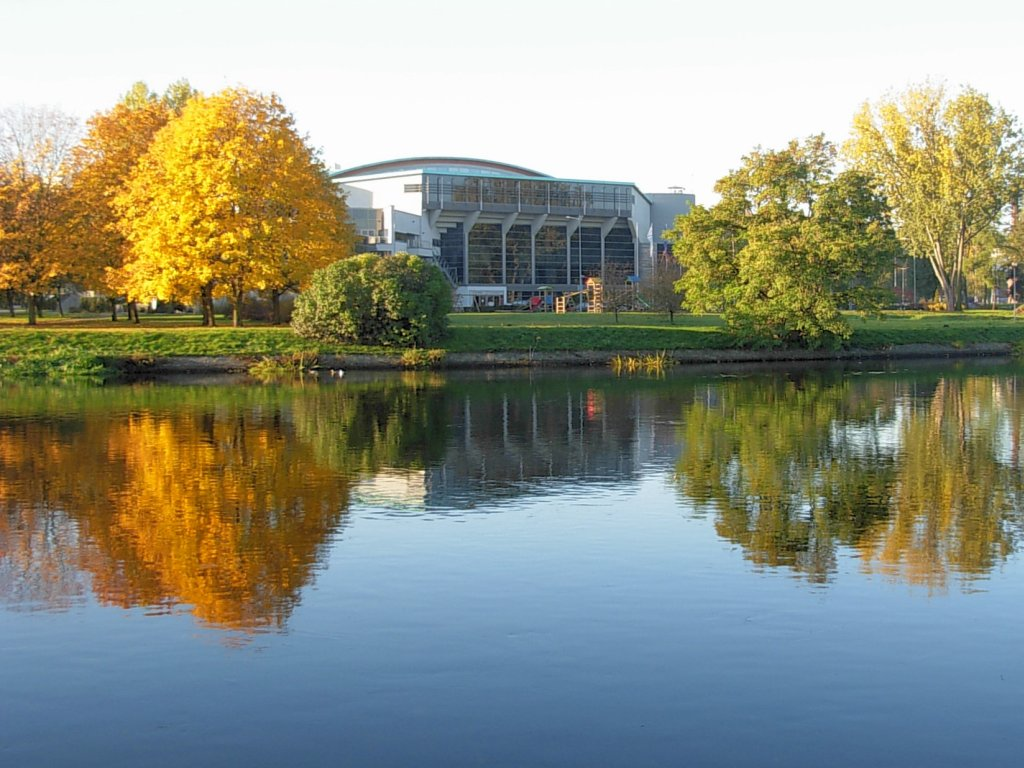
Jesienią - hala Łuczniczka
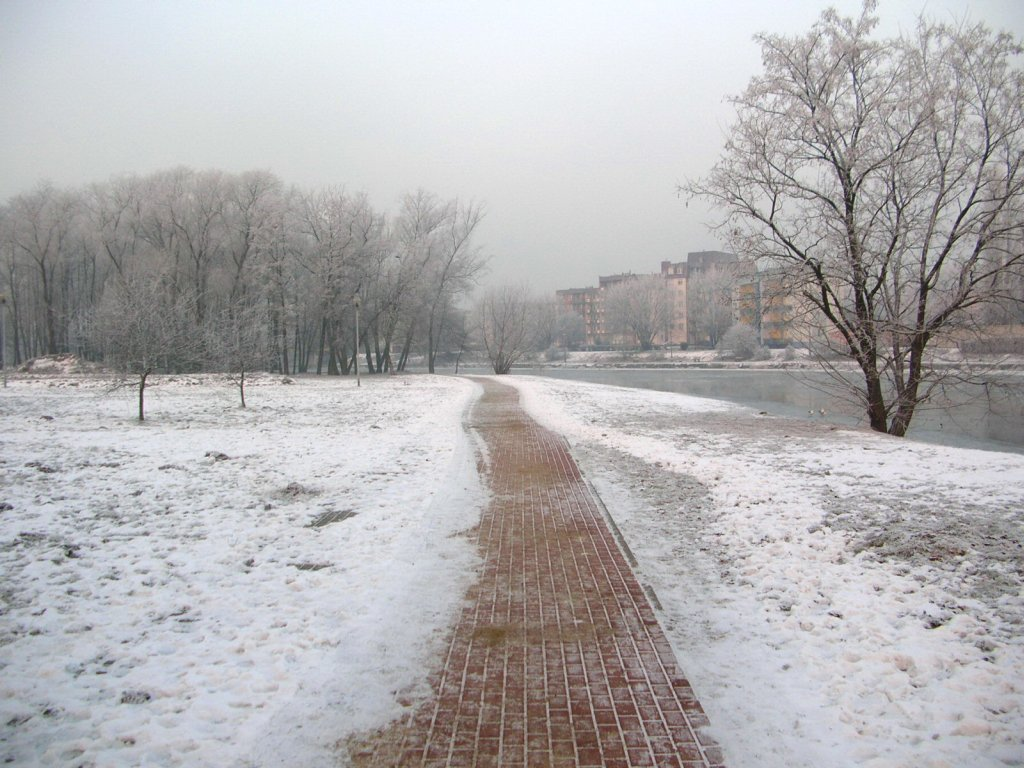
Zimą